# Nyee
Nyee est un village de la Région du Littoral du Cameroun, situé dans la commune de Ngambe. 

## Population et développement
En 1967, la population de Nyee était de 329 habitants, essentiellement des Babimbi du peuple Bassa. La population de Nyee était de 74 habitants dont 38 hommes et 36 femmes, lors du recensement de 2005.  